# Bembecinus
Bembecinus is een geslacht van vliesvleugelige insecten van de familie van de graafwespen (Crabronidae).

## Soorten
- B. carinatus Lohrman, 1942
- B. carpetanus (Mercet, 1906)
- B. crassipes (Handlirsch, 1895)
- B. cyprius Beaumont, 1954
- B. hungaricus (Frivaldszky, 1876)
- B. insulanus Beaumont, 1954
- B. meridionalis A. Costa, 1859
- B. peregrinus (F. Smith, 1856)
- B. pulchellus (Mercet, 1906)
- B. tridens (Fabricius, 1781)